# Sabine Hauswirth

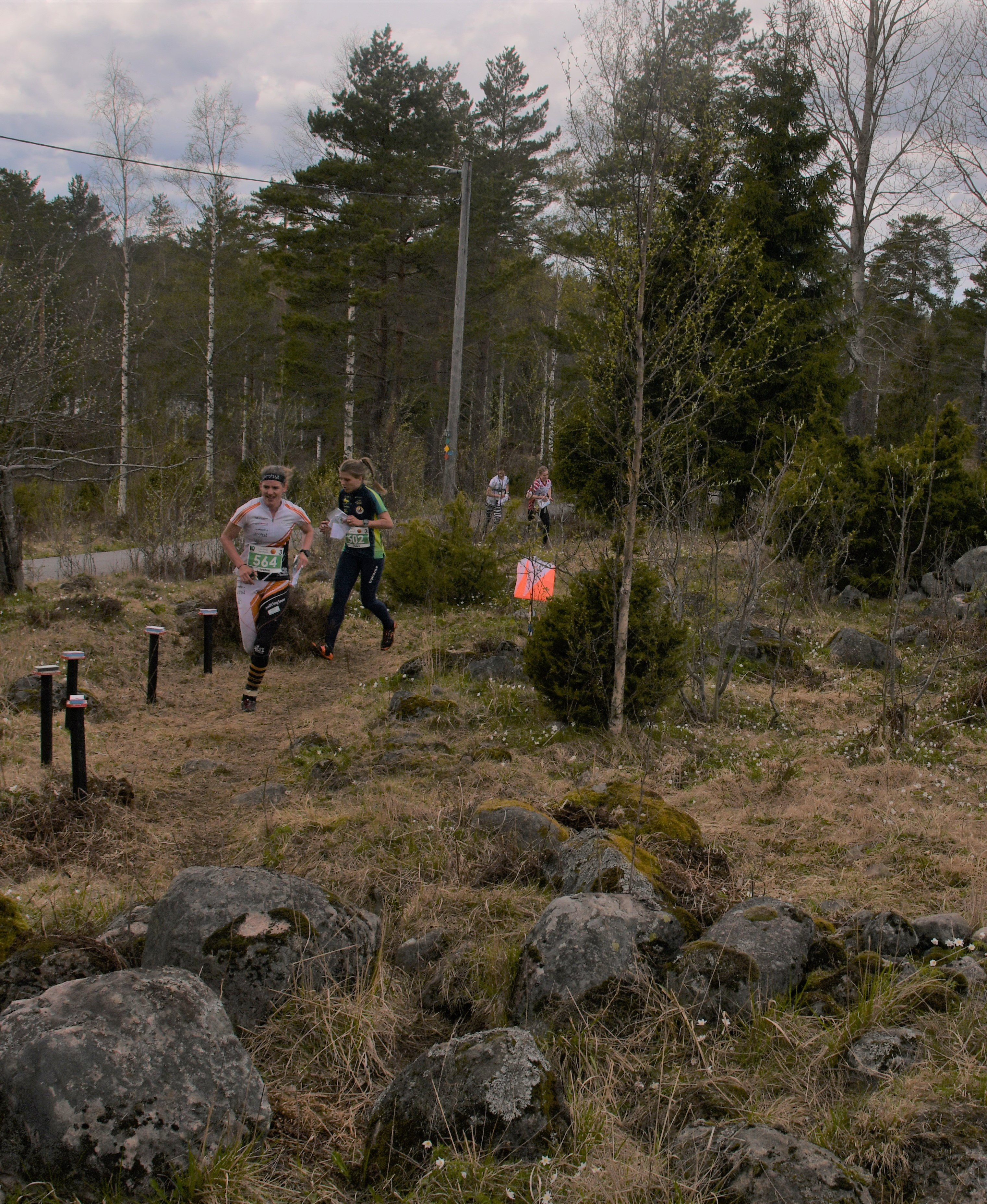
Sabine Hauswirth (links), Tiomila 2022

Sabine Hauswirth (* 8. Dezember 1987 in Belp) ist eine Schweizer Orientierungsläuferin.

## Sportliche Laufbahn
Sabine Hauswirth lief 2007 zum ersten Mal an der Junioren-Weltmeisterschaft in Dubbo auf das Podest. An der Europameisterschaft 2014 in Portugal feierte sie bei der Elite ihre Podestpremiere, als sie mit der Staffel Gold holte. 2014 gewann sie an den Weltmeisterschaften zusammen mit Sara Lüscher und Judith Wyder Gold in der Staffel. 2018 lief Hauswirth an den Weltmeisterschaften in Lettland im Alter von 31 Jahren das erste Mal an einem internationalen Grossanlass bei der Elite in einem Einzelrennen auf das Podest. Über die Langdistanz holte sie hinter der Schwedin Tove Alexandersson und Maja Alm aus Dänemark Bronze. 
An den Weltmeisterschaften 2019 in Norwegen gewann Hauswirth mit der Frauen-Staffel um Simona Aebersold und Julia Jakob die Silbermedaille. 
Auf die siegreichen Schwedinnen büsste das Trio lediglich vier Sekunden ein. Auch im Weltcup lief Hauswirth regelmässig in die Top 10.
Hauswirth startet für den Verein OL Norska.
Auf Ende der Saison 2022/23 trat sie vom internationalen Wettkampfsport zurück.
Hauswirth ist neben dem Orientierungslauf auch in anderen Sportarten unterwegs, so startete sie beispielsweise auch am Duathlon Powerman Zofingen.

## Persönliches
Sabine Hauswirth absolvierte neben ihrer Karriere als Orientierungsläuferin eine Ausbildung zur Medizinischen Masseurin.